# جسور قيصر على الراين

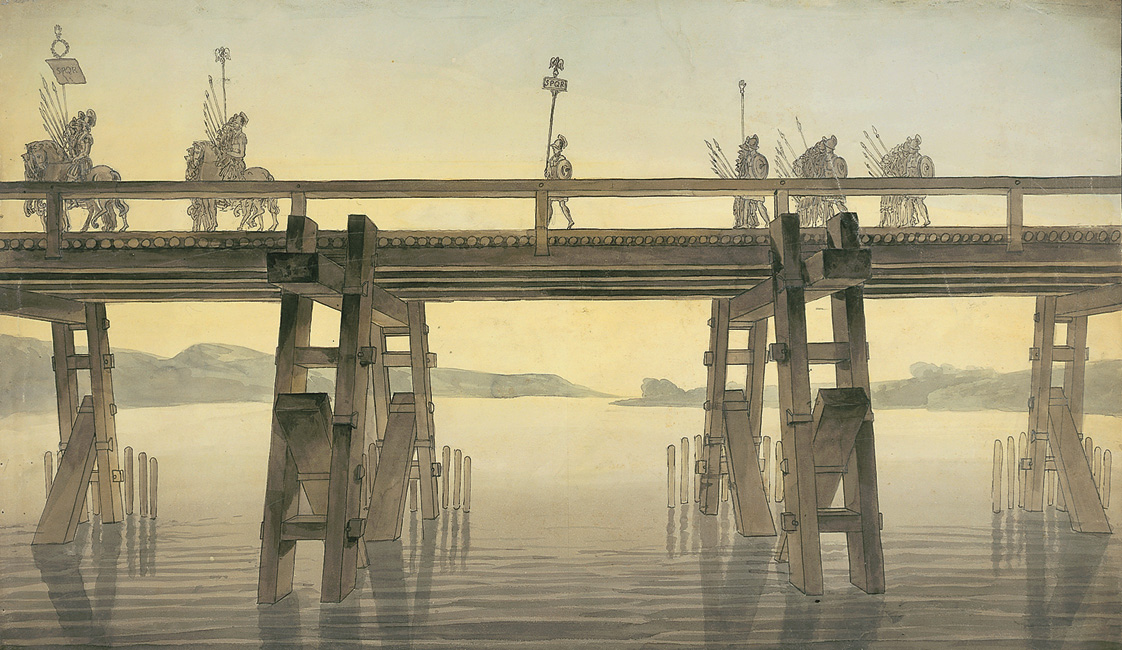
جسر الراين قيصر ، بواسطة جون سوان (1814)

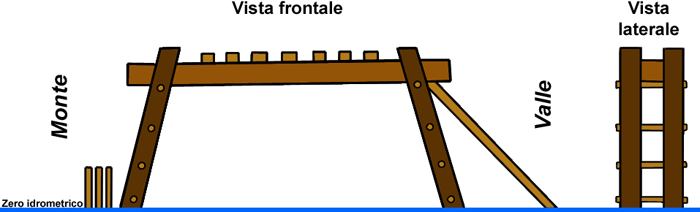
المقطع العرضي للجسر الإيطالي

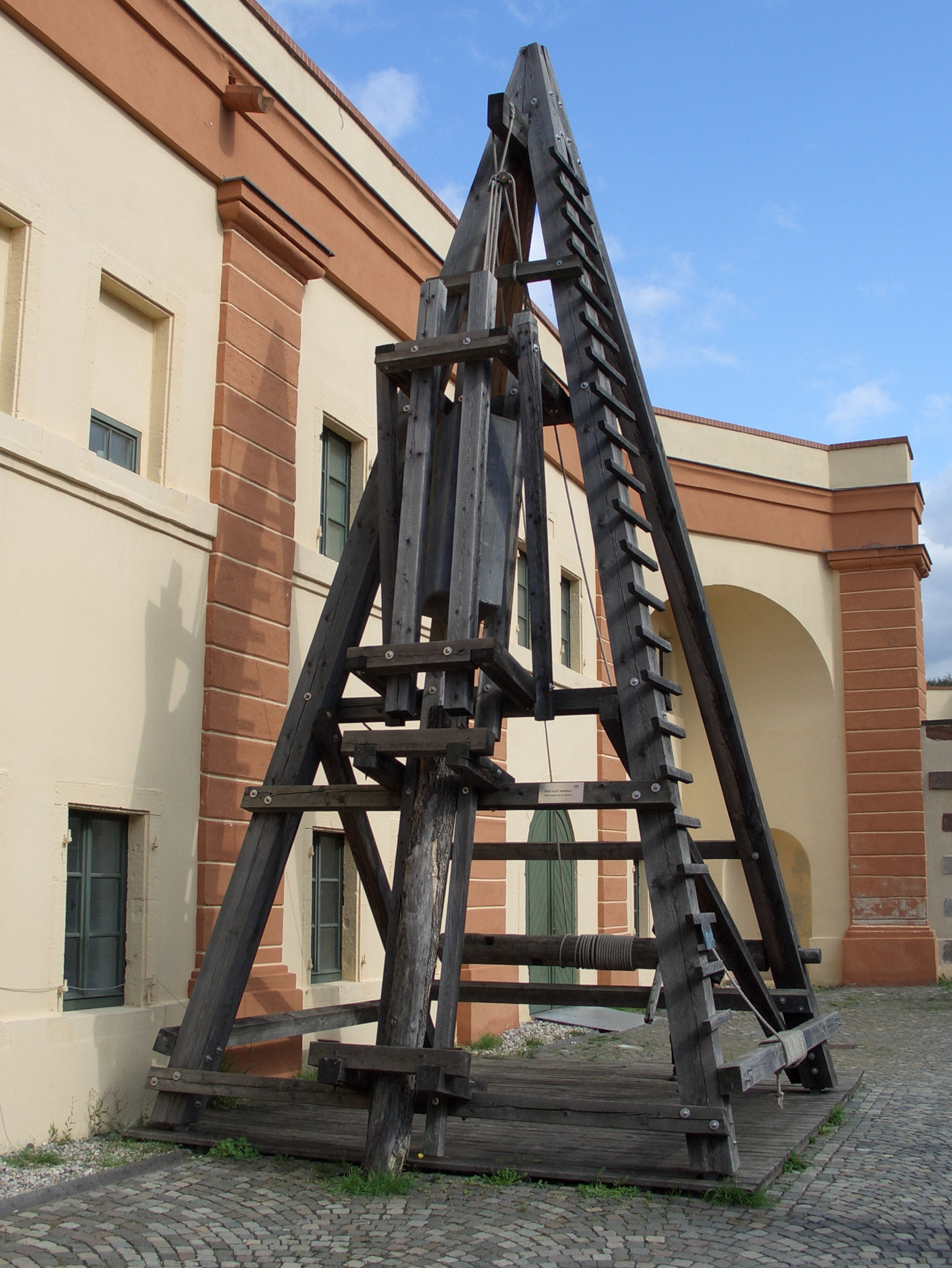
إعادة بناء سائق كومة روماني ، يستخدم لبناء جسر الراين

تم بناء جسور قيصر عبر نهر الراين ، أول جسرين تم تسجيلهما لعبور نهر الراين، من قبل يوليوس قيصر وجيوشه خلال حروب الغالية قبل 55 قبل الميلاد و 53 قبل الميلاد، وتعتبر أيضًا من روائع الهندسة العسكرية الرومانية.

## خلفية
خلال غزو قيصر لمنطقة لغال (فرنسا وبلجيكا) أصبح من الضروري تأمين الحدود الشرقية للمقاطعات الجديدة ضد هجمات القبائل الجرمانية. شعرت القبائل بالأمان على الجانب الشرقي من نهر الراين، واثقة من النهر كحدود طبيعية توفر غطاءً امن من الهجوم الانتقامي بعد غاراتهم الانتهازية على المقاطعة. قرر قيصر مواجهتهم. أراد أيضًا إظهار دعمه لـ أوبيون، وهي قبيلة ألمانية متحالفة مع الروم. في حين أنه كان بإمكان الروم عبور النهر بالقوارب التي عرضت قبيلة أوبيون الجمارنية تقديمها، لكن القيصر قرر بناء جسر مما يدل على قدرة روما على بناء صروح كبيرة والوصل للقبائل الجرمانية، كما أشار في تعليقات على حرب الغالية.

## بناء

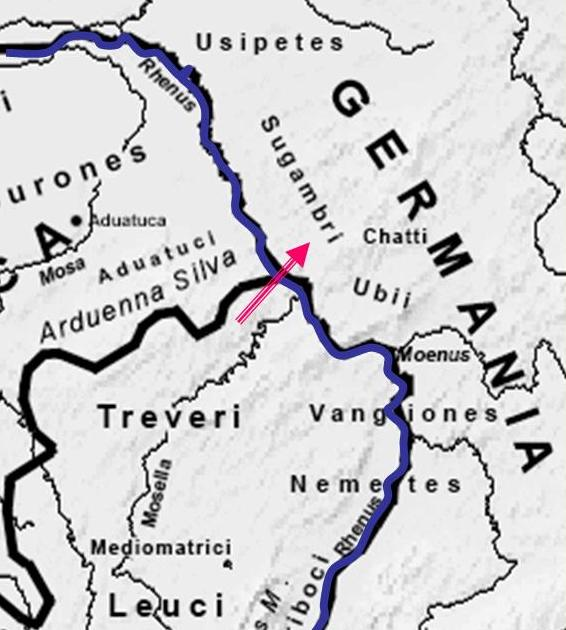
موقع محتمل لمعابر نهر الراين

## نتائج
كانت إستراتيجية قيصر فعالة، حيث كان قادرًا على تأمين الحدود الشرقية من بلاد الغال (فرنسا وبلجيكا). ولقد أظهر أن القوة الرومانية يمكن أن تعبر نهر الراين بسهولة، وادى ذلك لتوقف الغارات الجرمانية عبر نهر الراين لعدة قرون. علاوة على ذلك، اعتبر ذلك بمثابة انتصار كبير للقيصر في روم مما زاد من شعبيته.
مع الاستعمار الروماني لوادي الراين، تم بناء المزيد من الجسور الدائمة في وقت لاحق في كاسترا فيتيرا (كسانتن) و (كولونيا)، كوبلنتس (كوبلنز)، وماينتس (ماينز).

## الخلافات حول الموقع
تعود التكهنات حول موقع الجسور إلى الطبيعة المؤقتة للبناء وعدم وجود موقع دقيق في كتابات القيصر. ومع ذلك، وجدت الحفريات في منطقة آندرناخ - نويفيد وهنالك رواسب متبقية تعتبر من بقايا جسور القيصر على نهر الراين. كموقع بديل تم ذكر مكان جنوب بون. 